# Ronde van Frankrijk 2011/Vierde etappe
De vierde etappe van de Ronde van Frankrijk 2011 werd verreden op dinsdag 5 juli over een afstand van 172,5 kilometer tussen Lorient en Mûr-de-Bretagne. De etappe eindigde met een beklimming van de derde categorie.

## Verloop

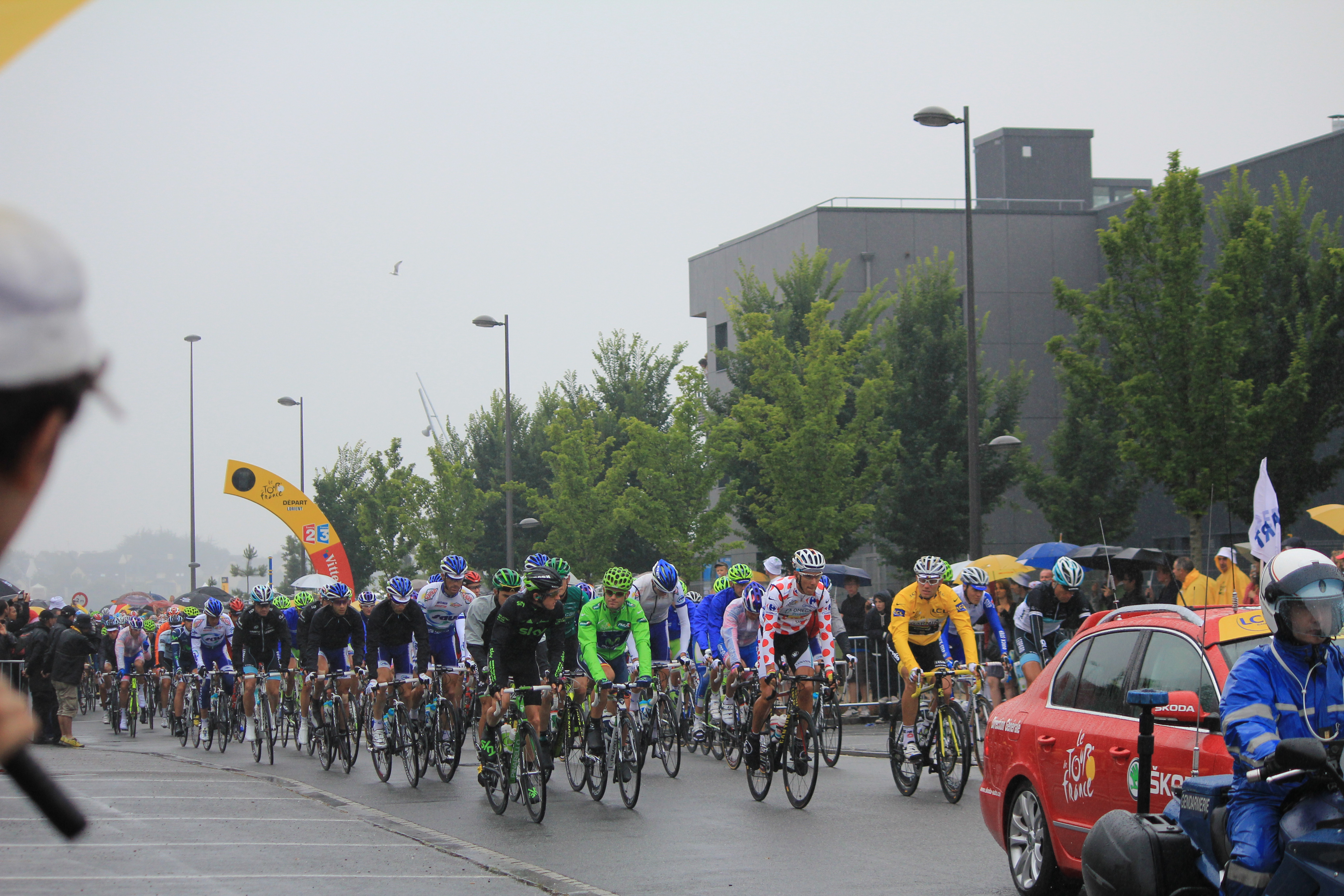
De start van etappe vier

Direct na de start van de etappe probeerden er renners uit het peloton te ontsnappen. Uiteindelijk hield een groep van vijf renners stand: Imanol Erviti, Johnny Hoogerland, Gorka Izagirre, Blel Kadri en Jérémy Roy. Hun voorsprong liep op tot maximaal vier minuten en 55 seconden. Na een uur koersen kneep de Belg Jurgen Van De Walle in de remmen. Hij had te veel last van een blessure, die hij opliep in de eerste etappe. Hij was de eerste uitvaller in deze Tour de France. Het peloton liet de groep tot aan de finale vooruit rijden, maar het lukte uiteindelijk maar moeizaam om hen terug te halen. Op de slotklim op de Mûr-de-Bretagne lieten de klassementsrenners zich van voren zien. Uiteindelijk won Cadel Evans de sprint met een halve wielafstand van Alberto Contador. De jarige Philippe Gilbert had aangekondigd deze rit graag te willen winnen maar kwam tekort op de Mûr. De Noor Thor Hushovd kon goed meekomen op het klimmetje en verdedigde zodoende met succes zijn gele trui.

### Tussensprint
| Tussensprint Spézet na 92,5 km |                   |        |
| Plaats                         | Naam              | Punten |
| Winnaar                        | Johnny Hoogerland | 20     |
| 2                              | Jérémy Roy        | 17     |
| 3                              | Blel Kadri        | 15     |

| Beklimming Côte de Laz na 79 km | Beklimming Côte de Laz na 79 km | Beklimming Côte de Laz na 79 km | 4e cat. 1,6 km à 5,9 % | 4e cat. 1,6 km à 5,9 % |
| Plaats                          | Naam                            | Naam                            | Punten                 |                        |
| Winnaar                         | Johnny Hoogerland               | Johnny Hoogerland               | 1                      |                        |

| Beklimming Mûr-de-Bretagne na 172,5 km | Beklimming Mûr-de-Bretagne na 172,5 km | Beklimming Mûr-de-Bretagne na 172,5 km | 3e cat. 2,0 km à 6,9 % | 3e cat. 2,0 km à 6,9 % |
| Plaats                                 | Naam                                   | Naam                                   | Punten                 |                        |
| Winnaar                                | Cadel Evans                            | Cadel Evans                            | 2                      |                        |
| 2                                      | Alberto Contador                       | Alberto Contador                       | 1                      |                        |

## Uitslagen
| Rituitslag |                       |                     |           |
| Plaats     | Naam                  | Ploeg               | Tijd      |
| Winnaar    | Cadel Evans           | BMC Racing Team     | 4u11'39"  |
| 2          | Alberto Contador      | Saxo Bank-Sungard   | z.t.      |
| 3          | Aleksandr Vinokoerov  | Pro Team Astana     | z.t.      |
| 4          | Rigoberto Urán        | Sky ProCycling      | z.t.      |
| 5          | Philippe Gilbert      | Omega Pharma-Lotto  | z.t.      |
| 6          | Thor Hushovd          | Team Garmin-Cervélo | z.t.      |
| 7          | Fränk Schleck         | Team Leopard-Trek   | z.t.      |
| 8          | Samuel Sánchez        | Euskaltel-Euskadi   | z.t.      |
| 9          | Jurgen Van den Broeck | Omega Pharma-Lotto  | z.t.      |
| 10         | Andreas Klöden        | Team RadioShack     | z.t.      |
|            |                       |                     |           |
| 17         | Robert Gesink         | Rabobank            | op 00'08" |

| Strijdlustigste renner |            |                    |
|                        | Naam       | Ploeg              |
|                        | Jérémy Roy | Française des Jeux |

## Klassementen
| Algemeen Klassement |                      |                     |           |
| Plaats              | Naam                 | Ploeg               | Tijd      |
| Gele trui           | Thor Hushovd         | Team Garmin-Cervélo | 13u58'25" |
| 2                   | Cadel Evans          | BMC Racing Team     | op 00'01" |
| 3                   | Fränk Schleck        | Team Leopard-Trek   | op 00'04" |
| 4                   | David Millar         | Team Garmin-Cervélo | op 00'08" |
| 5                   | Andreas Klöden       | Team RadioShack     | op 00'10" |
| 6                   | Bradley Wiggins      | Sky ProCycling      | z.t.      |
| 7                   | Geraint Thomas       | Sky ProCycling      | op 00'12" |
| 8                   | Edvald Boasson Hagen | Sky ProCycling      | z.t.      |
| 9                   | Andy Schleck         | Team Leopard-Trek   | z.t.      |
| 10                  | Jakob Fuglsang       | Team Leopard-Trek   | z.t.      |
|                     |                      |                     |           |
| 17                  | Robert Gesink        | Rabobank            | op 00'20" |
| 19                  | Philippe Gilbert     | Omega Pharma-Lotto  | op 00'33" |

| Ploegenklassement |                     |           |
| Plaats            | Ploeg               | Tijd      |
|                   | Team Garmin-Cervélo | 41u05'55" |
| 2                 | Sky ProCycling      | + 00'02"  |
| 3                 | Team Leopard-Trek   | + 00'04"  |
| 4                 | Team RadioShack     | + 00'10"  |
| 5                 | Team HTC-High Road  | + 00'13"  |
| 6                 | Pro Team Astana     | + 00'49"  |
| 7                 | Team Movistar       | + 01'15"  |
| 8                 | Team Europcar       | z.t.      |
| 9                 | Quick Step          | + 01'21"  |
| 10                | Rabobank            | + 01'31"  |

## Nevenklassementen
| Puntenklassement |                    |                    |        |
| Plaats           | Naam               | Ploeg              | Punten |
| Groene trui      | José Joaquín Rojas | Team Movistar      | 82     |
| 2                | Cadel Evans        | BMC Racing Team    | 80     |
| 3                | Philippe Gilbert   | Omega Pharma-Lotto | 77     |
|                  |                    |                    |        |
| 22               | Johnny Hoogerland  | Vacansoleil-DCM    | 20     |

| Bergklassement |                   |                    |        |
| Plaats         | Naam              | Ploeg              | Punten |
| Bolletjestrui  | Cadel Evans       | BMC Racing Team    | 2      |
| 2              | Philippe Gilbert  | Omega Pharma-Lotto | 1      |
| 3              | Mickaël Delage    | Française des Jeux | 1      |
|                |                   |                    |        |
| 4              | Johnny Hoogerland | Vacansoleil-DCM    | 1      |

| Jongerenklassement |                      |                    |           |
| Plaats             | Naam                 | Ploeg              | Tijd      |
| Witte trui         | Geraint Thomas       | Sky ProCycling     | 13u58'37" |
| 2                  | Edvald Boasson Hagen | Sky ProCycling     | z.t.      |
| 3                  | Tejay van Garderen   | Team HTC-High Road | op 00'01" |
|                    |                      |                    |           |
| 4                  | Robert Gesink        | Rabobank           | op 00'08" |
| 31                 | Thomas De Gendt      | Vacansoleil-DCM    | op 07'09" |

## Opgave
- Jurgen Van De Walle (Omega Pharma-Lotto) gaf op ten gevolge van de blessures die hij door zijn val in eerste etappe opliep.

1e etappe ·
2e etappe ·
3e etappe ·
4e etappe ·
5e etappe ·
6e etappe ·
7e etappe ·
8e etappe ·
9e etappe ·
10e etappe ·
11e etappe ·
12e etappe ·
13e etappe ·
14e etappe ·
15e etappe ·
16e etappe ·
17e etappe ·
18e etappe ·
19e etappe ·
20e etappe ·
21e etappe
Startlijst · Eindstanden · Afbeeldingen